# Oratha parva
Oratha parva là một loài bướm đêm trong họ Geometridae.